# Kick returner

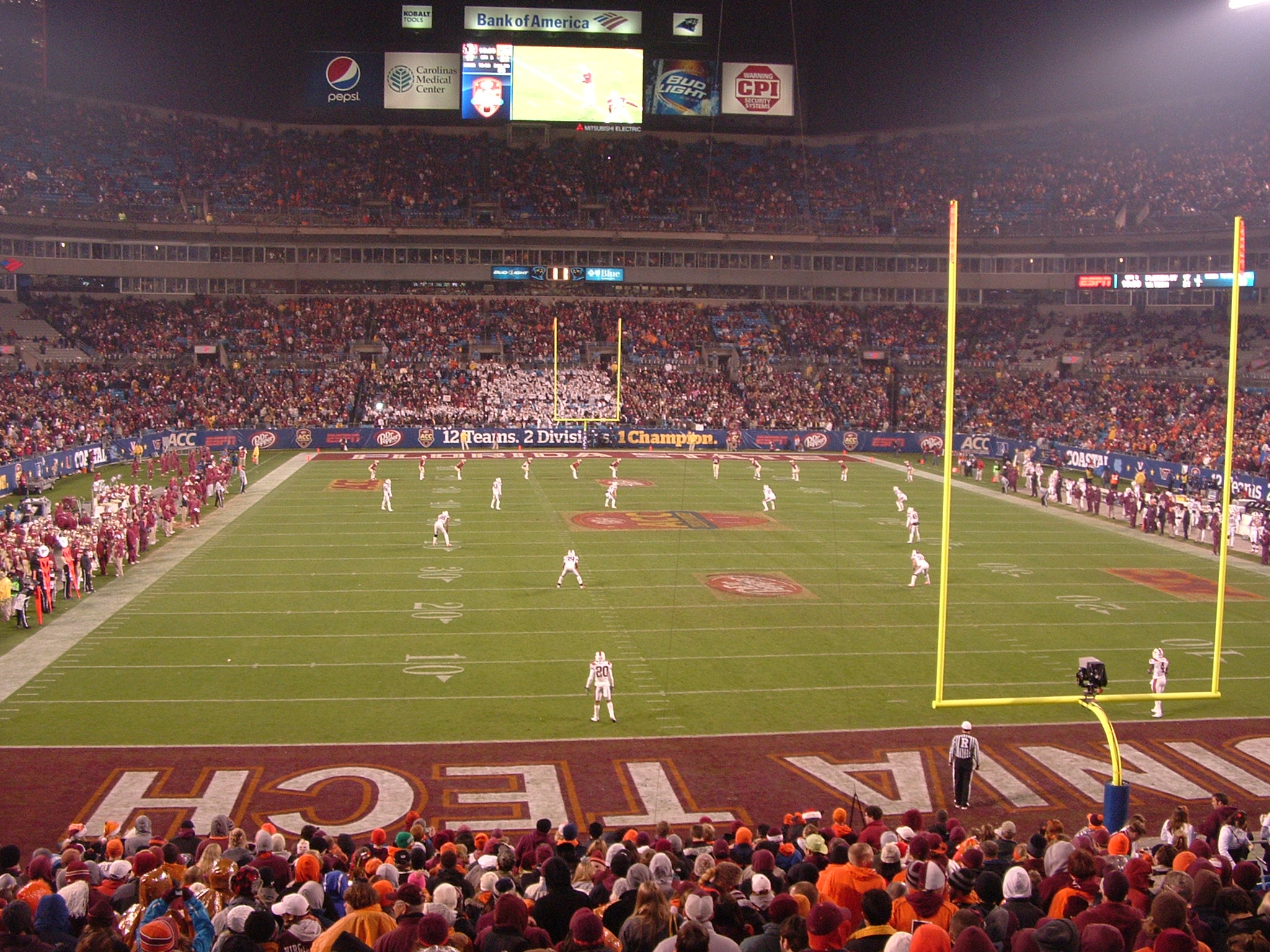
Kick returners bij een kick-off

Een kick returner is een speler in het American en Canadian football. Een kick returner behoort tot het speciale team dat ingezet wordt tijdens specifieke spelmomenten.
Dit type speler is vergelijkbaar met een punt returner met het verschil dat hij ingezet wordt bij kick-offs in plaats van punts. Het is de taak van de kick returner de bal te vangen nadat een kicker van de tegenstander de bal heeft weggetrapt. Vervolgens dient de punt returner de bal in tegengestelde richting – naar de end zone van de tegenstander – te brengen door ermee te rennen (tenzij hij voor het vangen van de bal het teken geeft van de fair catch).
Aanval: Quarterback · Wide receiver · Tight end · Center · Guard · Offensive tackle · Running back · Fullback · H-back

Verdediging: Defensive tackle · Defensive end · Nose tackle · Linebacker · Defensive back

Speciale teams: Placekicker · Punter · Long snapper · Holder · Punt returner · Kick returner · Gunner